# Plafondschildering

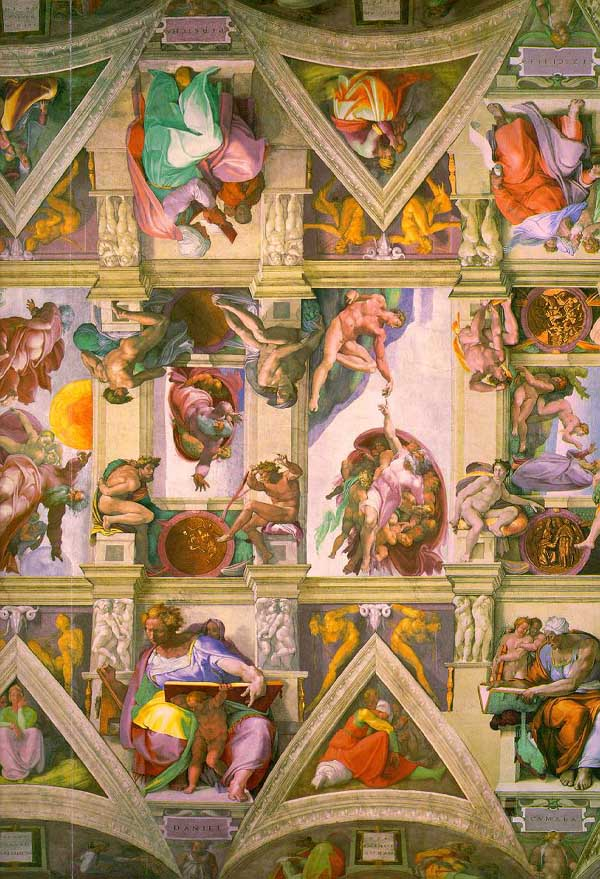
Plafondschildering Sixtijnse Kapel door Michelangelo, middendeel met de beroemde scène van God en Adam

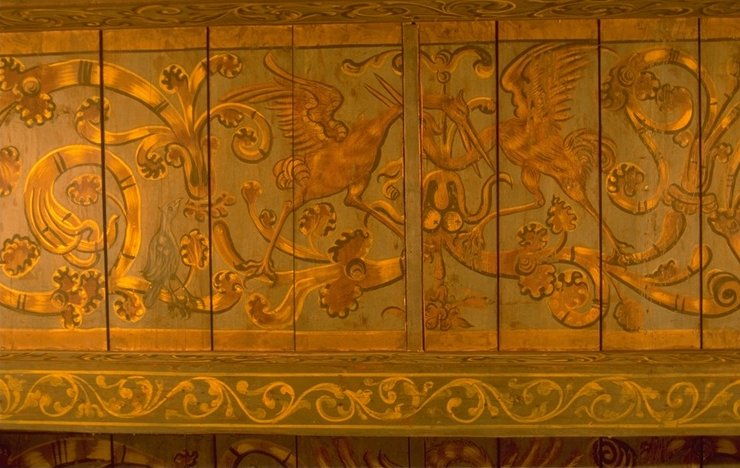
Plafondschildering Groenburgwal 61, Amsterdam, Bloem-, vogel- en engelenmotieven op een lichtblauwe ondergrond. Het jaartal 1633 is aangebracht op het plafond in de achterkamer.

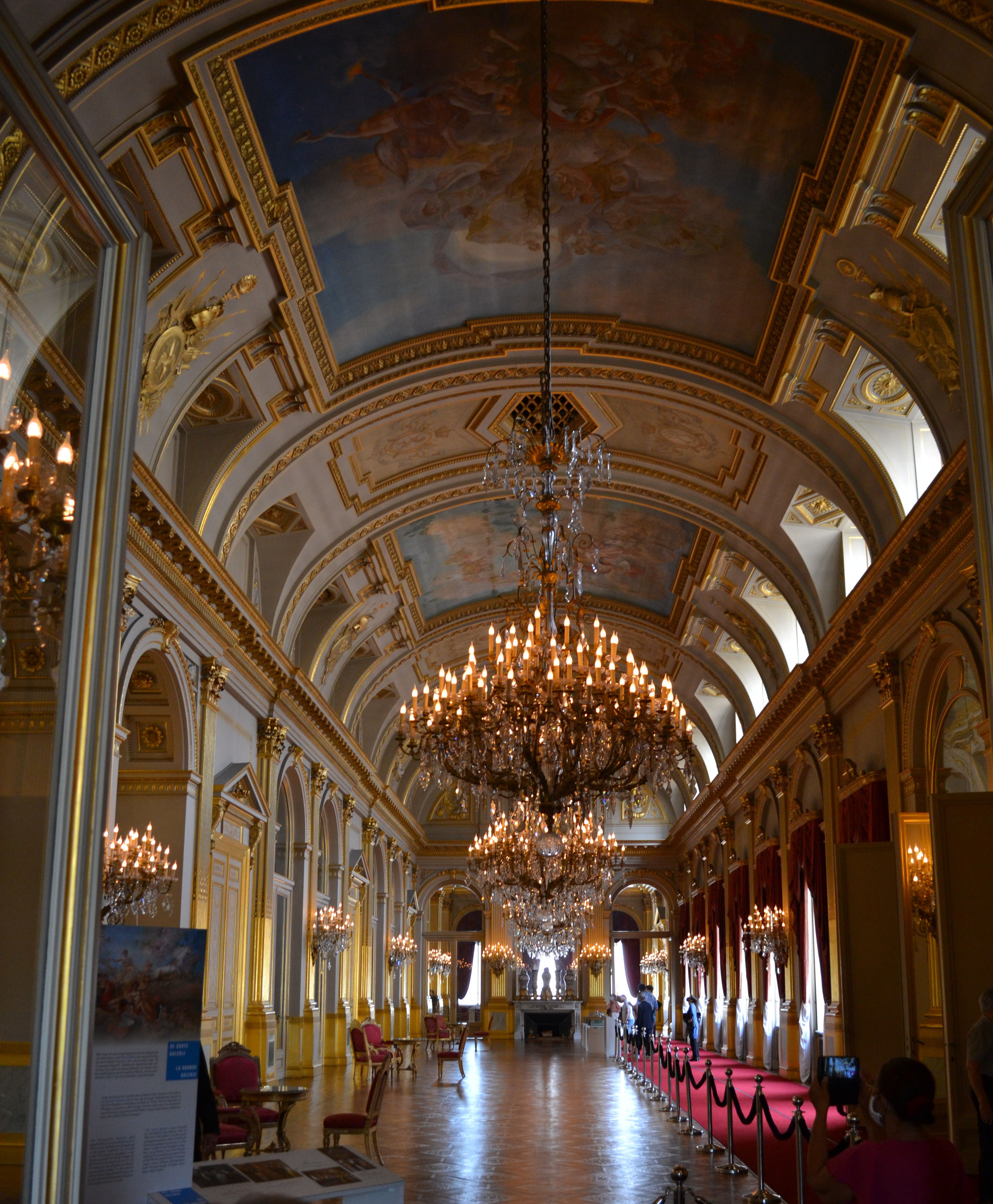
Grote galerij in het Koninklijk Paleis van Brussel met plafondschilderingen van Charles-Léon Cardon.

Een plafondschildering is een schilderij dat direct aangebracht is op het plafond van een ruimte. Een plafondstuk is een plafondschildering op schildersdoek.

## Geschiedenis
Plafondschilderen is al heel erg oud. In Egyptisch graven werd op het plafond bijvoorbeeld de godin Mut afgebeeld, wier lichaam bezaaid was met sterren.
In de Middeleeuwen werden de houten plafonds van kerken vaak beschilderd. Een nog bestaand voorbeeld is het plafond van de Michaëlkerk in Hildesheim, dat stamt uit de 13e eeuw. Hier werd het plafond in vakken onderverdeeld. In elk vak werd een Bijbelse voorstelling aangebracht. Qua indeling doet dit plafond wel denken aan een glas-in-loodraam.
Tijdens de renaissance en barok in Italië werden ook veel plafondschilderingen aangebracht in de paleizen van rijke mensen. Hier was het onderwerp vaak de blauwe hemel rijkelijk voorzien van wolken en zwevende putti. Soms worden de zuilen in een ruimte in het plafond doorgeschilderd, om een illusie van onbeperkte hoogte te geven. In een enkel geval is gesuggereerd dat er een koepel boven het plafond aanwezig is.
De grootste plafondschilderingen ooit zijn waarschijnlijk die Michelangelo aanbracht in de Sixtijnse Kapel in Rome. Deze zijn in de frescotechniek gemaakt. Michelangelo werkte eraan van 1508 tot 1512. De afmetingen bedragen 40,23 bij 13,30 meter. Het is bekend dat Michelangelo dit schilderde terwijl hij op zijn rug lag op een steiger. 

## Bescherming
In Nederland zijn oude plafondschilderingen soms apart beschermd op grond van de Monumentenwet. Indien in een pand een bijzondere schildering is aangetroffen, kan deze met een zogenaamde 'vanwege-bescherming' worden beschermd, ook als het verder niet om een bijzonder gebouw gaat. Dit betekent niet, dat daarmee tegelijk het gehele pand onder de bescherming volgens de wet valt, maar wel dat voor ingrepen die van invloed zijn of kunnen zijn op die plafondschildering vergunning moet worden gevraagd.

## Techniek
Om een plafond te beschilderen moet de schilder boven zijn of haar hoofd werken, hetgeen bijzonder vermoeiend is. Om het "echt" te doen lijken, moet men een bijzonder perspectief toepassen. Ook wordt vaak de trompe-l'oeil techniek gebruikt.

## Amsterdamse plafondschilderingen
Plafondbeschilderingen vormen een belangrijk interieurelement in Amsterdam. Zeventiende-eeuwse plafondbeschilderingen zijn uiterst zeldzaam; achttiende- en negentiende-eeuwse beschilderingen komen veel vaker voor. De reden hiervan is dat de zeventiende-eeuwse voorbeelden direct op balken en houten vloerdelen werden aangebracht en in latere perioden aan het zicht werden onttrokken door een stucplafond. Het aanbrengen van een verlaagd plafond betekende doorgaans niet de sloop van balklaag en vloerdelen: ze verdwenen uit het zicht. Zodoende doet men bij restauraties, waarbij het verlaagde plafond (al dan niet tijdelijk) wordt weggenomen, soms spectaculaire ontdekkingen.

Op de Amsterdamse Groenburgwal 61 werden in 1975 achter het stucplafond beschilderingen uit 1633 ontdekt. De oudst bekende plafondschilderingen in Amsterdam dateren uit 1565.